# Đô la Quần đảo Cayman
Đô la Quần đảo Cayman (mã tiền tệ KYD) là một loại tiền tệ của Quần đảo Cayman. Nó được viết tắt với ký hiệu đô la $, hoặc được viết tắt là CI$ để phân biệt khác với đô la - chỉ tên một loại tiền tệ. Nó có giá trị bằng 100 cent. Nó là đơn vị tiền tệ có giá trị cao thứ 9 trên thế giới và có giá trị cao nhất trong đơn vị đô la.

## Khác
- Krause, Chester L. & Clifford Mishler (1991). Standard Catalog of World Coins: 1801-1991 (ấn bản thứ 18). Krause Publications. ISBN 0-87341-150-1.
- Pick, Albert (1994). Standard Catalog of World Paper Money: General Issues. Colin R. Bruce II and Neil Shafer (editors) (ấn bản thứ 7). Krause Publications. ISBN 0-87341-207-9.